# Odes (album)
Odes is een gezamenlijk studioalbum van Vangelis en Irene Papas (Ειρήνη Παππά).
Vangelis en Papas kenden elkaar al langer. In beginjaren 70 was een duet van beiden de reden dat het album 666 van Aphrodite's Child met enige vertraging verscheen. Het lied Infinity was volgens de autoriteiten te erotisch geladen. Eind jaren 70 begon Vangelis terug te kijken op de geschiedenis van zowel China (zie zijn vorig album) als van het eigen land Griekenland. Het album bestaat dan ook voornamelijk uit Griekse volksmuziek bewerkt naar de synthesizers toe. Voor liefhebbers van de elektronische muziek van Vangelis klinkt de stem van Papas vreemd, aangezien ze geen geschoolde stem heeft. Echter de manier waarop Papas de liederen voordraagt in haar eigen (gedragen) Griekse taal, past wonderlijk wel bij de (over het algemeen) gedragen muziek van Vangelis. Papas zong op dit album ook twee nummers a capella en daar viel haar stem “niet door de mand”. Het originele album werd uitgegeven in 1979, de eerste compact disc was een Griekse persing uit 1987, dus titels werden in het Grieks afgedrukt, dan wel overgezet. Het album is opgenomen in de Nemo Studio in Londen.

## Musici
- Vangelis – toetsinstrumenten, fluiten, percussie
- Irene Papas – zang
- achtergrondkoor.

## Tracklist
| Nr. | Titel                                                                           | Duur |
| --- | ------------------------------------------------------------------------------- | ---- |
| 1.  | Σαράντα Παλληκάρια (Veertig dappere mannen; over onafhankelijkheidsstrijders)   | 5:19 |
| 2.  | Νεραντζούλα (De kleine sinasappelboom)                                          | 5:53 |
| 3.  | ΧΟΡΟΣ ΤΗΣ ΦΩΤΙΑΣ (Vuurdans; van Vangelis zelf)                                  | 6:06 |
| 4.  | Οι Κολοκοτρωναίοι (De Kolokotronis familie; historische familie in Griekenland) | 3:20 |
| 5.  | Το Ποτάμι (De rivier; levensrivier)                                             | 6:46 |
| 6.  | OI ΡΙΖΕΣ (Wortels; van Vangelis zelf)                                           | 8:52 |
| 7.  | Μοιρολοϊ (Klaagzang (Lamento); moeder verliest zoon aan zee)                    | 8:31 |
| 8.  | Ο Μενούσης (Menousis; Grieks verhaal over man die zijn vrouw vermoordt)         | 6:37 |